# Henry Ford II
Ne doit pas être confondu avec Henry Ford, qui est son grand-père et le fondateur de la Ford Motor Company.
Pour les articles homonymes, voir Ford (homonymie).
 (mai 2025).
Si vous disposez d'ouvrages ou d'articles de référence ou si vous connaissez des sites web de qualité traitant du thème abordé ici, merci de compléter l'article en donnant les références utiles à sa vérifiabilité et en les liant à la section « Notes et références ».
Henry Ford II, né le 4 septembre 1917 à Détroit dans le Michigan et mort 29 septembre 1987 dans la même ville, est un homme d'affaires et chef d'entreprise des États-Unis, président de la Ford Motor Company de 1945 à 1960, président du conseil d'administration et président-directeur général de 1960 à 1979. Il est le fils d'Edsel Ford et le petit-fils de Henry Ford. Il créa la Ford GT40 avec Carroll Shelby.

## Vie privée
Henry Ford II est né à Détroit dans le Michigan le 4 septembre 1917 ; il est le fils d'Edsel Ford et de Eleanor Clay Ford. Bien que lui et ses frères, Benson et William, grandissent dans l'abondance, leur père Edsel jugeait important qu'ils sachent apprécier la juste valeur du travail et de l'argent.
Henry Ford II a eu trois enfants : Charlotte, Anne, et Edsel Ford II.
Il est mort à l'Hôpital Henry Ford à Détroit le 29 septembre 1987 à l'âge de 70 ans.

## Carrière
Quand son père Edsel, le président de Ford, meurt d'un cancer en mai 1943, Henry Ford II ne peut pas lui succéder à la présidence de l'entreprise puisqu'il sert alors dans la marine. Henry Ford, le fondateur de la compagnie et patriarche de la famille, décide donc d'assumer la présidence. Sa vie tirait alors à sa fin, il était mentalement instable, un peu paranoïaque, sénile, bref, il n'était pas en état d'assumer ce poste. La plupart des dirigeants de la compagnie n'en voulaient pas comme président, mais le conseil d'administration ne s'est jamais exprimé ouvertement à cet effet. Pendant les vingt années précédentes, même sans poste officiel, Henry Ford avait dirigé la compagnie. Il est donc élu président, poste qu'il conserve jusqu'à la fin de la guerre. Sous la présidence de Henry Ford, l'entreprise commence à décliner, les pertes atteignent plus de dix millions de dollars par mois. L'administration Roosevelt a d'ailleurs suggéré une nationalisation de l'entreprise afin d'assurer coûte que coûte la production de guerre, mais cela ne s'est pas concrétisé.
Henry Ford II reçoit une autorisation spéciale et quitte la marine en juillet 1943 pour se joindre au conseil d'administration de l'entreprise quelques semaines plus tard. Deux ans plus tard, il devient le président de la compagnie, le 21 septembre 1945. À cause de la mort prématurée de son père, Henry Ford II n'est que peu préparé pour assumer les fonctions de président de l'entreprise. De plus, il s'agit d'une période trouble : les usines d'Europe n'ont pas été épargnées par la guerre et les ventes aux États-Unis sont à la baisse.
D'entrée de jeu, Henry Ford II adopte un style de gestion agressif. Une de ses premières actions en tant que président de la compagnie est de renvoyer Harry Bennett (en), chef du Service Department de Ford, qui avait initialement été recruté par Henry Ford pour étouffer les tentatives de syndicalisation. Ensuite, pour pallier son manque d'expérience, il embauche plusieurs cadres chevronnés pour l'appuyer. Notamment, l'ex-directeur de General Motors Ernest Breech (en) et Lewis Crusoe de la Bendix Corporation (en). Breech est devenu le mentor de Henry Ford II, certains iront même jusqu'à dire qu'il a sauvé l'entreprise. L'équipe Breech-Crusoe a été le pilier principal de la direction de Ford.
Henry Ford II embauche aussi dix jeunes cadres, connus sous le nom des « whiz kids ». Ces dix cadres, recrutés dans l'équipe statistique (Office of Statistical Control) de l'Armée de l'air américaine devaient permettre à l'entreprise de se moderniser. Deux d'entre eux, Arjay Miller et Robert McNamara, sont même par la suite devenus présidents de Ford. Un troisième membre, J. Edward Lundy (en), a eu un rôle clé dans les finances de l'entreprise pendant plusieurs décennies et a contribué à faire de Ford Finances l'un des organismes financiers les plus réputés dans le monde.

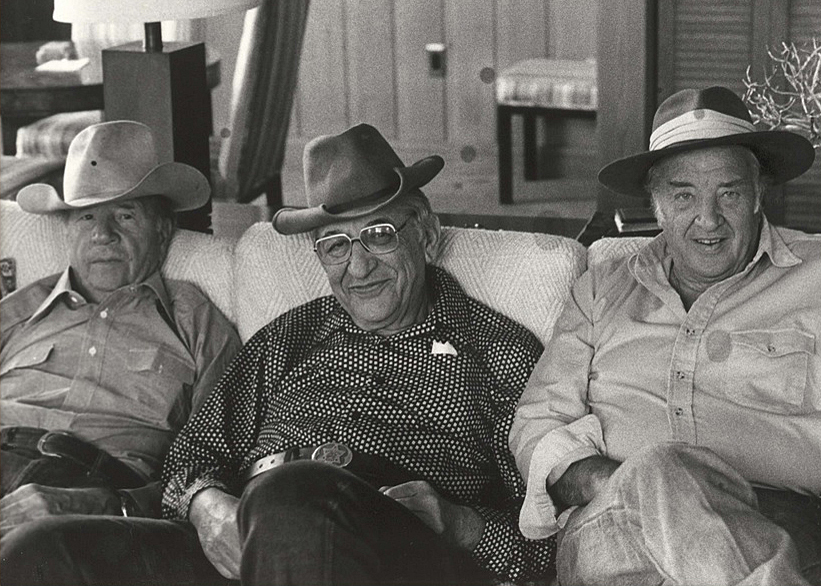
Max Fisher (au centre), John Bugas (à la gauche) et Henry Ford II (à la droite) au ranch de Bugas dans le Wyoming.

On se souviendra surtout de l'équipe des « whiz kids » pour la conception de la Ford 49. Ils ont mené le projet, de la conception à la production en dix-neuf mois, et avec cette réalisation, Ford récupère son statut de grand constructeur automobile. 100 000 commandes de cette voiture sont prises le jour où elle est introduite sur le marché.
Henry Ford II est président de la Ford Motor Company, de 1945 à 1960. Sous sa direction, la société se fait coter en bourse en 1956. À sa démission de la présidence, il se joint au conseil d'administration de l'entreprise. Le 13 juillet 1960, il est élu président du conseil d'administration, il se retire du conseil d'administration en 1980. Ce n'est que dix-neuf ans plus tard qu'un autre membre de la famille Ford occupera de nouveau la fonction de président du conseil d'administration : son neveu, William Clay Ford, Jr. est élu en 1999. Entretemps, les intérêts de la famille ont été défendus au conseil successivement par le jeune frère d'Henry, William Clay Ford, Sr, par son fils Edsel Ford II.
Lors de la sortie du moteur CVCC (en) de Honda, le président de Ford d'alors, Lee Iacocca, souhaite intégrer le nouveau moteur à un petit véhicule Ford, peut-être la Pinto ou la Fiesta - il envisage même vendre des Honda Civic comme des Ford. Ce plan est sabordé par Henry Ford II, qui aurait alors déclaré: « On ne verra jamais mon nom sur une voiture qui a un moteur japonais » (cette citation est extraite de l'autobiographie de M. Iacocca publiée dix ans après son renvoi de la compagnie).
On peut comprendre une telle colère de la part d'un homme qui a servi dans la marine pendant la Seconde Guerre mondiale, mais il demeure que la société Ford a participé au mouvement de mondialisation de l'industrie automobile qui réunissait des industries japonaises et allemandes. Ainsi, la relation de Ford avec Mazda s'est établie bien avant la fin de la période d'influence de Henry Ford II.
Le style de gestion de Henry Ford II a fait fluctuer la situation financière de l'entreprise de plus d'une façon. Par exemple, la vente des actions de l'entreprise en 1956 a rapporté 650 millions de dollars à la compagnie, mais avec le programme de « voiture expérimentale », l'entreprise a perdu près de la moitié de ce montant.
De même, Henry Ford II a engagé le créateur Lee Iacocca, parrain de la Ford Mustang, en 1964, pour ensuite le virer en raison de différends personnels en 1978 (sur la rupture de leur relation, on retient la citation de Henry Ford II : « Parfois, vous n'aimez pas quelqu'un, tout simplement »). Il soutient l'idée que les entreprises modernes ne doivent pas se soucier des lois, des coutumes et de la politique de leur pays d'origine.
L'influence de Henry Ford II sur l'entreprise a été importante. Au moment où il prend sa retraite en tant que Président du conseil d'administration en 1980, la Ford Motor Company est la quatrième société industrielle en importance du monde. Il prend sa retraite en tant que dirigeant et employé de Ford, le 1er octobre 1982, quatre semaines après son 65e anniversaire.
Ford a été intronisé dans le Junior Achievement US Business Hall of Fame en 1996.

## Dans la culture populaire
Dans le film Le Mans 66 de James Mangold (2019), le rôle de Henry Ford II est interprété par Tracy Letts.